# Schloss Săvârșin

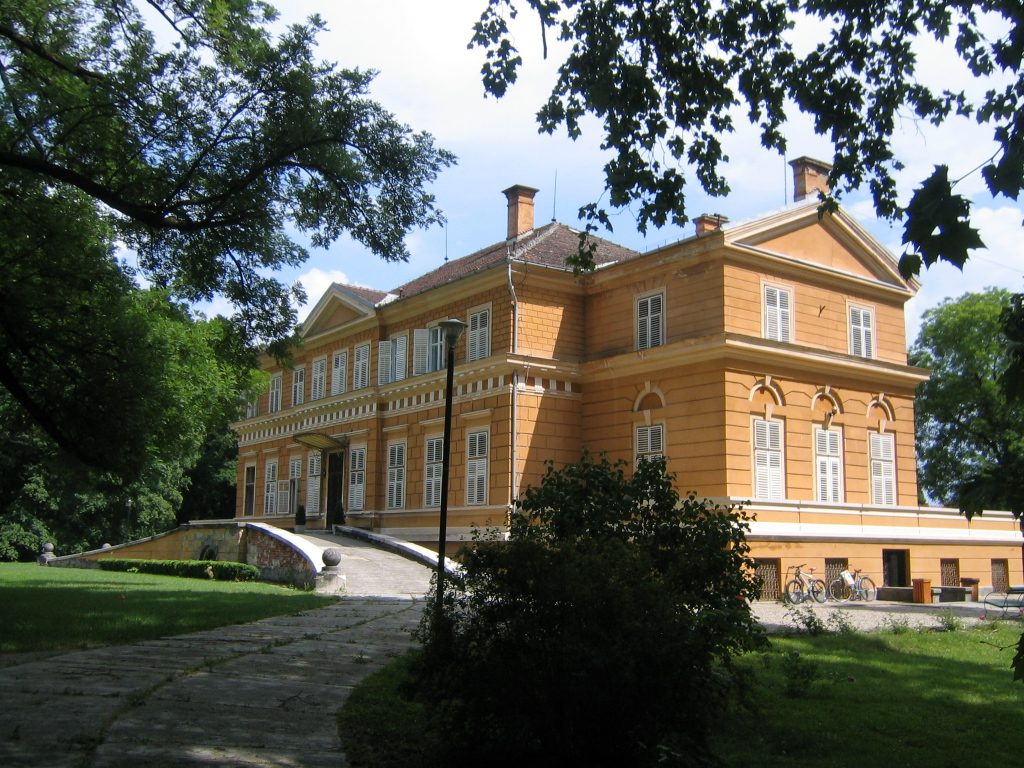
Schloss Săvârșin

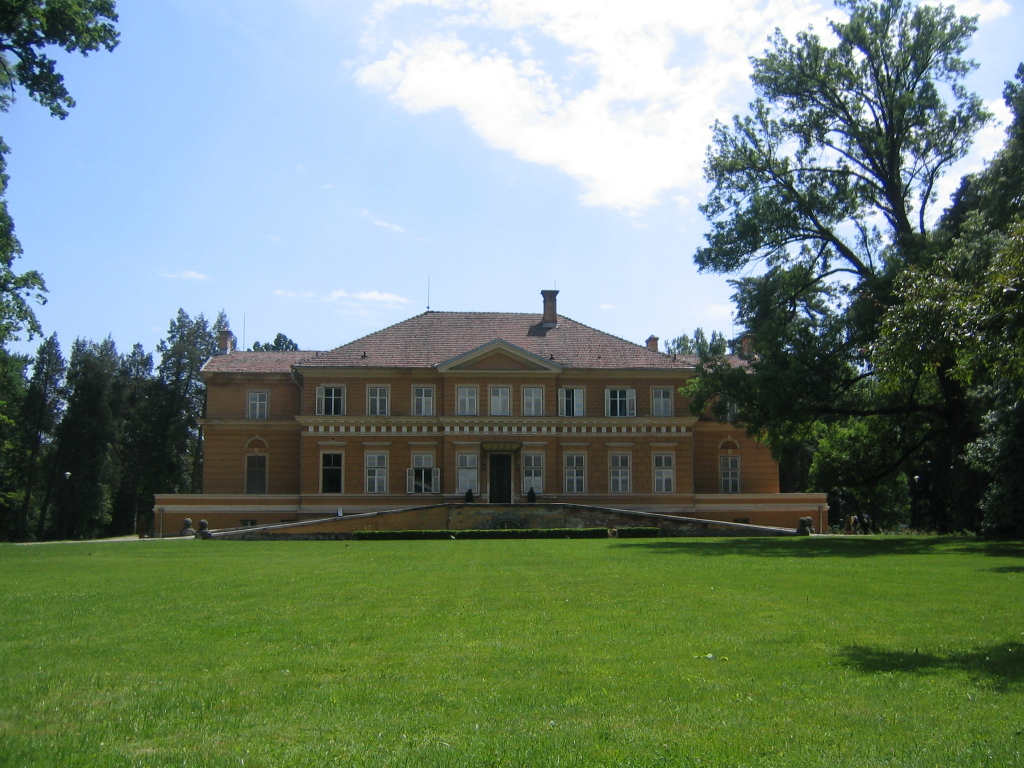
Ansicht vom Garten

Schloss Săvârșin befindet sich in Rumänien in der Gemeinde Săvârșin im Kreis Arad in der Region Banat.

## Geschichte
Das Schloss wurde von der ungarischen Adelsfamilie Forray im 17. Jahrhundert zwischen 1650 und 1680 erbaut. Zuvor hatte Baron Andreas Forray im Jahr 1514 den 6,5 Hektar großen Park mit See anlegen lassen. Das Bauwerk wurde während des Horea-Aufstand in Siebenbürgen im Jahr 1784 zum größten Teil zerstört. Die Aufständischen um Peter Baciu entführten zudem am 9. Juni 1784 den Schlossherrn Andras Forray (sen.). Kaiser Josef II. kaufte ihn anschließend frei. Im Jahr 1870 erhielt das Bauwerk das jetzige Aussehen. Bis zum Jahr 1932 war das Schloss im Besitz von Carol Hunyady. Anschließend wurde es Eigentum der Gesellschaft Corvin. Im Jahr 1943 wurde König Michael I. Eigentümer des Schlosses. Er erwarb von dem Hauptaktionär Anton Mocioni die Aktien. Das Schloss wurde am 30. Dezember 1947, nach dem Abdanken des Königs, verstaatlicht. Später nutzte es der Diktator Nicolae Ceaușescu als Jagdsitz. Am 1. Juni 2001 wurde der Besitz und das Schloss der Königsfamilie wiedergegeben.